# STEAP2
STEAP2 (англ. STEAP2 metalloreductase) – білок, який кодується однойменним геном, розташованим у людей на короткому плечі 7-ї хромосоми. Довжина поліпептидного ланцюга білка становить 490 амінокислот, а молекулярна маса — 56 056.
| 10         |  | 20         |  | 30         |  | 40         |  | 50         |
| ---------- |  | ---------- |  | ---------- |  | ---------- |  | ---------- |
| MESISMMGSP |  | KSLSETFLPN |  | GINGIKDARK |  | VTVGVIGSGD |  | FAKSLTIRLI |
| RCGYHVVIGS |  | RNPKFASEFF |  | PHVVDVTHHE |  | DALTKTNIIF |  | VAIHREHYTS |
| LWDLRHLLVG |  | KILIDVSNNM |  | RINQYPESNA |  | EYLASLFPDS |  | LIVKGFNVVS |
| AWALQLGPKD |  | ASRQVYICSN |  | NIQARQQVIE |  | LARQLNFIPI |  | DLGSLSSARE |
| IENLPLRLFT |  | LWRGPVVVAI |  | SLATFFFLYS |  | FVRDVIHPYA |  | RNQQSDFYKI |
| PIEIVNKTLP |  | IVAITLLSLV |  | YLAGLLAAAY |  | QLYYGTKYRR |  | FPPWLETWLQ |
| CRKQLGLLSF |  | FFAMVHVAYS |  | LCLPMRRSER |  | YLFLNMAYQQ |  | VHANIENSWN |
| EEEVWRIEMY |  | ISFGIMSLGL |  | LSLLAVTSIP |  | SVSNALNWRE |  | FSFIQSTLGY |
| VALLISTFHV |  | LIYGWKRAFE |  | EEYYRFYTPP |  | NFVLALVLPS |  | IVILGKIILF |
| LPCISRKLKR |  | IKKGWEKSQF |  | LEEGMGGTIP |  | HVSPERVTVM |  |            |

A: Аланін

C: Цистеїн

D: Аспарагінова кислота

E: Глутамінова кислота

F: Фенілаланін

G: Гліцин

H: Гістидин

I: Ізолейцин

K: Лізин

L: Лейцин

M: Метіонін

N: Аспарагін

P: Пролін

Q: Глутамін

R: Аргінін

S: Серин

T: Треонін

V: Валін

W: Триптофан

Кодований геном білок за функціями належить до оксидоредуктаз, фосфопротеїнів. 
Задіяний у таких біологічних процесах, як транспорт іонів, транспорт заліза, транспорт, транспорт електронів, альтернативний сплайсинг. 
Білок має сайт для зв'язування з НАД, іоном міді, іонами металів, іоном заліза, гемом, ФАД, флавопротеїном. 
Локалізований у клітинній мембрані, мембрані, ендосомах.